# Historias lamentables
Historias lamentables es una película española de comedia estrenada en 2020 en Amazon Prime Video. La película está dirigida por Javier Fesser y protagonizada por un reparto coral que se ve envuelto en historias de humor interconectadas. La película obtuvo 3 nominaciones a los Premios Goya y dos a los Premios Feroz.

## Sinopsis
«Ramón es un joven apocado a punto de heredar el imperio levantado por su riguroso y hermético padre. Bermejo es un veraneante metódico enfermizo del orden y enemigo de la improvisación. Ayoub, un africano sin papeles que persigue su sueño acompañado por una mujer insoportable. Y Alipio es un pequeño empresario sumido en la ludopatía y la desesperación.»

## Reparto
- Pol López como Ramón
- Chani Martín como Bermejo
- Laura Gómez-Lacueva como Tina
- Matías Janick como Ayoub
- Alberto Castrillo-Ferrer como Alipio
- Miguel Lago Casal como José Ángel
- Chema Trujillo como Enciso
- Rosario Pardo como Rosario
- Gerald B. Fillmore como Ryan
- Bárbara Grandío como Alina
- Gloria Albalate como Sra de Pellicer
- Rosalinda Galán como Comandante Navas
- César Maroto como Benito
- Cristina Acosta como Laura
- Silvia de Pé como Clara
- Teresa Guillamón como María del Rayo
- Fernando Sansegundo como Don Horacio
- José Troncoso como Presentador
- Itziar Castro como Ingrid Müller
- Gloria Ramos

## Premios y nominaciones

### Premios Goya
| Año  | Categoría                                                    | Resultado |
| ---- | ------------------------------------------------------------ | --------- |
| 2021 | Mejor actor revelación a Matías Janick                       | Nominado  |
| 2021 | Mejor guion original a Claro García y Javier Fesser          | Nominado  |
| 2021 | Mejores efectos especiales a Raúl Romanillos y Míriam Piquer | Nominada  |

### Premios Feroz
| Año  | Categoría                                     | Resultado |
| ---- | --------------------------------------------- | --------- |
| 2021 | Mejor película de comedia                     | Nominada  |
| 2021 | Mejor guion a Claro García y Javier Fesser    | Nominado  |
| 2021 | Mejor tráiler a Javier Fesser y Rafa Martínez | Ganador   |

### Yago Awards
| Año  | Categoría                                       | Resultado |
| ---- | ----------------------------------------------- | --------- |
| 2021 | Premio como 'no nominada' a Laura Gómez-Lacueva | Ganadora  |